# Économie morale

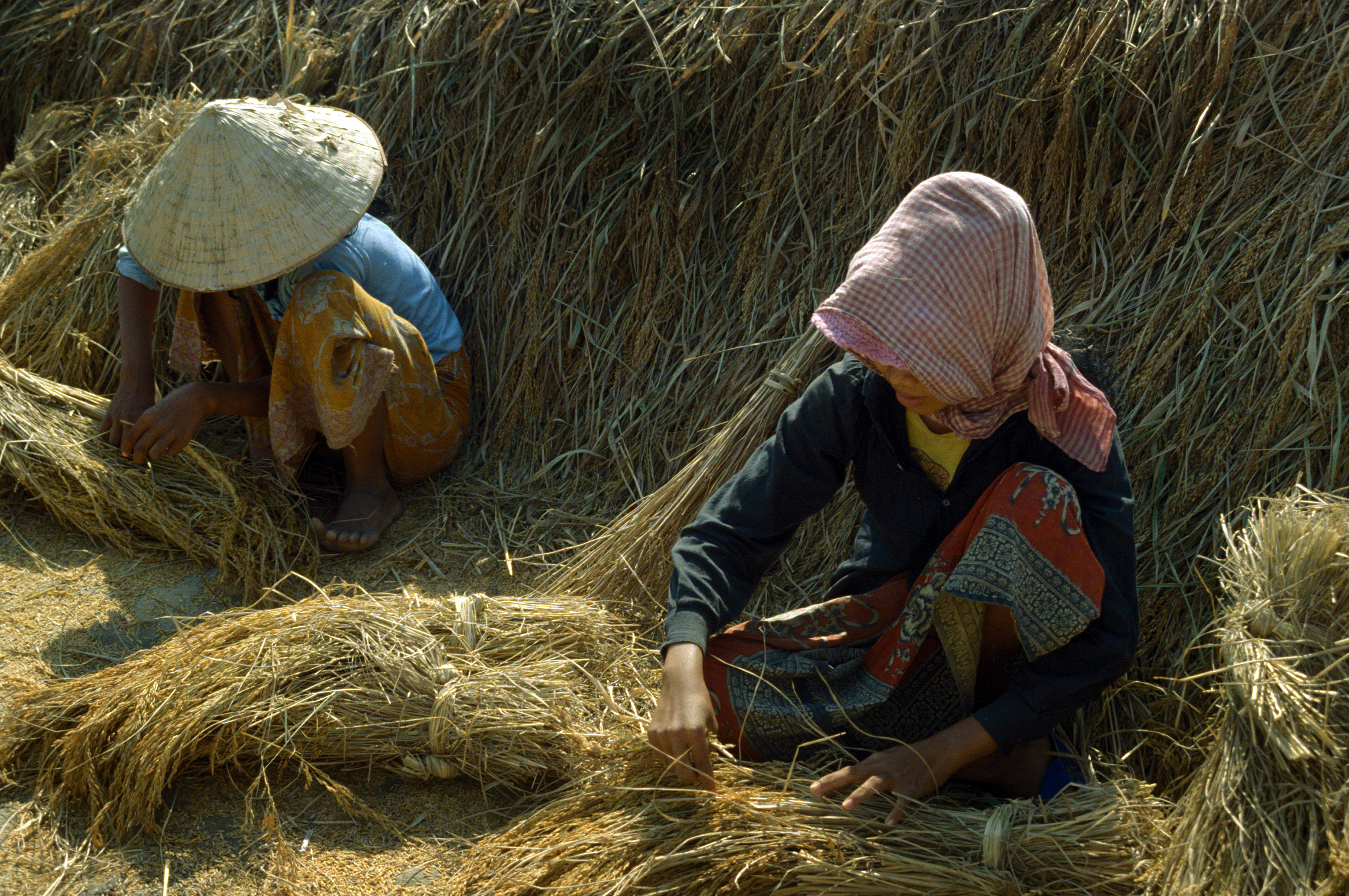
L'économie morale.

L'économie morale ou « économie morale de la foule » est une notion introduite dès 1963, puis conceptualisée et redéfinie par l'historien britannique et marxiste E. P. Thompson, qui est utilisé en historiographie, en sciences politiques et en sociologie, notamment.

## Une notion, puis, un concept
Il désigne un ensemble de pratiques et de valeurs politiques, infra-politiques et culturelles communautaires qui visent à la défense des intérêts de la communauté même sur le plan économique. Cette notion a été introduite subrepticement dans The Making of the English Working Class (1963, p.68 et 222), où il écrit que les pillages de magasins en période de hausse des prix « étaient légitimés par l'affirmation d'une économie morale plus ancienne qui enseignait l'immoralité de méthodes iniques pour faire monter les prix des aliments en profitant des besoins du peuple. »
Le concept a ensuite été explicitement formulé dans le célèbre article de 1971, The Moral Economy of the English Crowd in the Eighteenth Century (in Past & Present, 50, 1971, p.76-136), où E.P. Thompson le définissait ainsi: « une vision traditionnelle des normes et des obligations sociales, des fonctions économiques appropriées par les diverses parties de la communauté - ce qui, pris ensemble, peut être considéré comme constituant l'économie morale des pauvres. »
Elle est détaillée par E.P. Thompson comme reposant sur quatre principes : l’affirmation d’un droit prioritaire de la communauté sur les ressources produites localement ; l'existence d'un "juste prix", qui est celui qui permet à tous les membres de la communauté d’accéder aux subsistances ;  la légitimité d'un châtiment pour ceux qui tirent profit de la situation ; la conviction d’agir en toute légalité.
Les manifestations de cette « économie morale » peuvent emprunter tout un catalogue de la révolte à l'entraide, la défense du juste prix à la production de remontrance.  

## Apports, contours et fortune du concept
La notion de Thompson est intéressante en ceci qu'elle introduit certes la notion de moralité dans l'analyse marxiste, mais aussi que les mouvements sociaux ne sont pas simplement des réactions à la misère des foules, mais comme possédant une réflexivité et une organisation selon François Jarrige.
Elle est dès lors le véhicule d'une conception de la sociologie des foules qui interroge quant aux limites de son utilisation jusqu'à l'idée même qui la voit naître chez Thompson, pouvant expliquer la fortune de ce concept tant dans les débats que dans son application dans telle ou telle recherche selon François Jarrige.

Bien qu'E.P. Thompson ait nuancé et en ait restreint l'utilisation de cette expression vingt ans après, dans The moral economy reviewed , il remarque tout de même que l'inflation de l'utilisation de cette notion a provoquée de nombreux débats :
« Rien ne pouvait produire plus de colère chez mes critiques que la notion qu’un émeutier de la faim pouvait avoir plus de "morale" qu’un disciple d’Adam Smith » Pourtant « ce n’était pas le sens que je donnais à ce mot ».
En effet, selon François Jarrige, la première utilisation, qu'il en faisait, avait aussi une dimension historique qui a été peu à peu effacée puis qu'elle désignait originalement que « chaque part est reliée au tout et chaque membre reconnaît ses devoirs et ses obligations » dans la société ancienne paysanne. Dès lors, décontextualisé, le concept revêt une polysémie qui interroge sur les fins et limites de son utilisation.

## Utilisations
Elle est évoquée pour décrire la résistance des communautés paysannes aux tentatives de libéralisation du commerce des grains lors de la guerre des farines à la fin de l'Ancien Régime, mais le concept a été appelé à une belle fortune, comme le souligne Didier Fassin, étant repris aux États-Unis par l'anthropologue James C. Scott, qui a travaillé sur les économies morales des paysans d'Asie du Sud-Est, ainsi que dans l'épistémologie par Lorraine Daston.  